# Mudkip
Mudkip is een Pokémon en is een van de drie startpokémon in Hoenn.
De andere twee zijn Treecko en Torchic.
Zijn naam komt van mudskipper, een vis die door de modder springt als een meertje droogvalt.
Hij evolueert in Marshtomp op Niveau 16 en in Swampert op Niveau 36.

## Pokédex Data
RobijnDe vin op Mudkips hoofd werkt als een zeer gevoelige radar. Doordat deze vin lucht- en waterstromingen voelt, weet deze Pokémon wat er om hem heen gebeurt zonder zijn ogen te gebruiken.
SaffierIn water ademt Mudkip met de kieuwen op zijn wangen. Als hij in een moeilijke situatie zit, laat hij zijn verbazingwekkende kracht zien - hij kan rotsen breken groter dan hijzelf.
SmaragdOp land kan deze Pokémon grote rotsen optillen door zich schrap te zetten en te duwen. Hij slaapt door zich te begraven in modder aan de waterkant.
VuurroodZijn grote staartvin stuwt hem door het water met veel kracht. Dit is een kleine, maar sterke Pokémon.
BladgroenZijn grote staartvin stuwt hem door het water met veel kracht. Dit is een kleine, maar sterke Pokémon.